# Регби в Гонконге

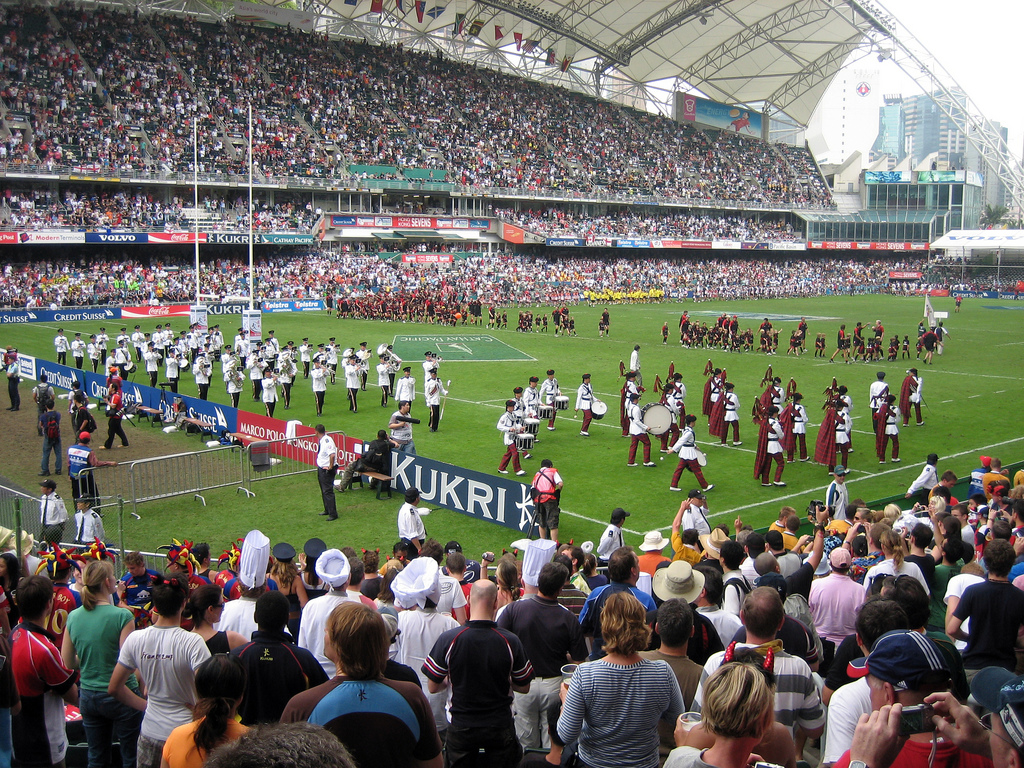
Церемония открытия Гонконгского этапа Мировой серии по регби-7

Регби в Гонконге появилось ещё во времена нахождения Гонконга в составе Британской империи и развивалось не по тому же сценарию, что в КНР. Наиболее известен Гонконг в регби-7, поскольку ежегодно принимает этап Мировой серии — один из наиболее известных регбийных турниров. Регби в стране управляет Гонконгский регбийный союз, созданный в 1952 году и состоящий в World Rugby с 1988 года.

## История
История гонконгского регби насчитывает около полутора веков: игру завезли британские моряки в то время, пока Гонконг был британской колонией. В 1886 году был образован «Гонконгский футбольный клуб», который провёл первый матч против сборной гарнизона. Преимущественно регби был популярен среди военных, матчи также организовывались разными спонсорами и коммерческих предприятий (в том числе HSBC). С сезона 1910/1911 стали проводиться регулярные турниры между командами Гонконгского клуба, ВМС Великобритании и Британской армии (с 1940 года в них участвовала и команда полиции Гонконга). В сезоне 1947/1948 розыгрыш чемпионата, прерванный Второй мировой войной, возобновился: с 1954 года выступала команда британских ВВС, а в 1955 году Армия выставляла две команды («северные» и «южные»).
В 1957 году в турнире снова стали выступать пять команд. В 1975 году был образован современный чемпионат в виде Первого дивизиона, в который была заявлена команда «Вэлли». В 1976 году в чемпионате стала выступать команда «Коулун» (два года назад выступала как команда YMCA). Но настоящую славу Гонконгу в 1976 году принёс регби-7, появившийся в шотландском Мелроузе: именно в 1976 году в Гонконге прошёл первый розыгрыш турнира, известного как Гонконгская серия (ныне этап Мировой серии). В конце 1980-х годов в командах появились этнические китайцы; появились сборная гонконгской полиции, составленная из китайцев; свою команду заявили оргкомитет премии герцога Эдинбургского и японская община. В 1992 году на фоне экономического роста была создана команда иностранцев-учеников школы имени короля Георга V «Тайфунз», а в 1993 году появились клубы «Абердин» и «Коузуэй Бэй».
С 1991 года в стране развивается женское регби, а с 1992 года проводятся и женские турниры по регби-7. Некоторое время в Гонконге игрались женские чемпионаты по регби-10, но позже от такой упрощённой схемы перешли к регби-15. Программа развития регби в Гонконге, предусматривавшая приглашение местных китайцев, продолжила действовать и после перехода Гонконга в состав КНР. С 2000 года в стране наблюдается всплеск популярности мини-регби, а благодаря Гонконгу волна популярности регби перекинулась и на всю КНР. В настоящее время проводится национальный чемпионат с участием 8 команд, а также первенство второго по статусу дивизиона (Премьер-Лига А).
В 2013 году Гонконг удостоился чести принять матч британско-ирландской сборной «Британские и ирландские львы» и звёздного клуба «Барбарианс»

## Гонконгская серия
Некоторыми предполагается, что на развитие регби-7 в Гонконге повлияла небольшая площадь самого Гонконга, что считалось более выгодным для развития именно упрощённой версии, а не полноценной классической, и меньшее число опытных игроков мирового класса. С 1976 года в стране стал разыгрываться турнир под названием «Гонконгская серия», который долгое время был наиболее популярным турниром по регби-7, а с учреждением Мировой серии по регби-7 стал считаться одним из её важнейших этапов (ныне там проводятся квалификационные соревнования среди команд, претендующих на попадание в Мировую серию).
По воспоминаниям шотландского регбиста и спортивного комментатора Билла Макларена, изложенным в книге «Разговор о регби» (англ. Talking of Rugby), соревнования в Гонконге вобрали в себя всё лучшее:

Помнится, один островитянин из Южной части тихого океана сказал, что, с его точки зрения, Гонконгская серия регби-7 сродни регбийному турниру Олимпиады. И правда, в Гонконге на матчах собраны все хорошие вещи, какие только может предложить игра — чудесная организация, прекрасный спортивный дух, всеобщее дружество, великолепное поведение на поле, замечательнейшее участие зрителей, шанс для развивающихся регбийных стран бросить вызов гигантам из Новой Зеландии, Австралии, Фиджи, Уэльса, Шотландии и «Барбарианс». Конечно, есть и отличные забеги и пасы — всё то, что и должна содержать игра.
Оригинальный текст (англ.)I remember a big South Sea islander saying that, in his view, the Hong Kong sevens were really the Olympic Games of Rugby Union. Certainly, the Hong Kong event encapsulates all the really good things that the game has to offer — splendid organisation, wonderful sporting spirit, universal camaraderie, admirable field behaviour, the most enjoyable crowd participation, the chance for emergent rugby nations to lock horns with the mighty men of New Zealand, Australia, Fiji, Wales, Scotland and the Barbarians. There is, too, scintillating running and handling which is what the game is supposed to be all about.

В 1976 году в турнире играли команды из Индонезии, Кореи, Австралии, Новой Зеландии, Тонга, Японии, Шри-Ланки, Малайзии и Фиджи. Турнир состоялся в Хэппи-Вэлли на стадионе клуба «Гонконг». Изначально в турнире должны были играть англичане, однако после их отказа гонконгцы разослали приглашения командам Азиатско-Тихоокеанского региона. Чемпионат мира по регби-7 в Гонконге прошёл дважды в 1997 и 2005 годах.

## Сборные
У Гонконга есть сборные по регби-15 и по регби-7 как среди мужчин, так и среди женщин. Благодаря своему статусу Гонконг имеет право заявлять мужскую и женскую сборные на матчи чемпионатов Азии и бороться за выход на чемпионат мира.
Мужская сборная впервые провела матч в 1952 году, пригласив первого этнического китайца Чана Фукпина в 1994 году. В настоящее время в команде играют как китайцы, так и потомки европейцев. Эта команда считается командой 3-го яруса: в 2018 году в связи с автоматической квалификацией Японии на чемпионат мира и её неучастием в первенстве Азии гонконгцы дошли до финала отборочного турнира к чемпионату мира, но уступили единственную путёвку в борьбе канадцам. Женская сборная отметилась выступлением на чемпионате мира по регби 2017 года в Ирландии.